# Evitskog
Evitskog är en by i Kyrkslätts kommun i landskapet Nyland i Södra Finlands län. Byn har ungefär 650 invånare.

## Sevärdheter
Bygden har en egen honungsproduktion. I Evitskog finns även en kommunal simstrand som har många besökare. På somrarna har man simskola för barn där.

## Byggnadsverk
I Evitskog finns inte många speciella byggnader. Högsta konstruktion är den röd-vita masten vid Törnäsvägen som är cirka 35 meter hög. En mycket synlig byggnad är brandkårshuset som ligger i korsningen mellan Evitskogvägen och Kylmälävägen. Den största byggnaden är troligen Evitskog Uf:s lokal Övidsborg.

## Namnet
Namnet Evitskog är bildat efter mansnamnet Ö(dh)vidher och ordet skog. Samma mansnamn ingår också i Övitsby i Sjundeå.

## Geografi
Evitskogs grannbyar i Kyrkslätt kommun är Kvarnby, Vols, Överkurk, Österby, Kylmälä och på den västra i Sjundeå kommun är Andby, Harvs, Nyby och Karskog.

### Sjöar
I Evitskog finns sjöarna Sarlam, Storträsk, Stora Lonoks, Munkträsk och Bakträsk. I Evitskog finns också delar av Lilla Lonoks.
Sarlam är en mycket liten sjö i norra Evitskog. Sjön har en liten holme mitt i sjön. Namnet Sarlam kommer från finska "Saarilampi" som betyder Holmsjön. Öns stränder består av bergsstup och grässtränder. Bottnen är mjuk av gyttja. Sjön är lite över fyra meter djup på det djupaste stället.
Storträsk är den största sjön i Evitskog och har de mest bebyggda stränderna. Bebyggelsen är mest sommarstugor, men vissa bor där också året om. Vid Storträsk finns en kommunal simstrand. Storträsk är troligen cirka 13 meter djupt. Vattnet som rinner in i Storträsk kommer från Stora Lonoks. Storträsk är en tvillingsjö till Bakträsk. Storträsk har inte bara en kommunal simstrand, utan också en privat strand för dem som bor på den norra sidan av sjön.
Stora Lonoks ligger i den västra delen av Evitskog. Bottnen består av gyttja och därunder består den av berg. Vid Stora Lonoks bor cirka 15 personer. Stora Lonoks är mycket grund och har inte mycket fisk eller kräftor, men Evitskogs delägarlag har planterat fiskyngel i Stora Lonoks, och också i Sarlam. Stora Lonoks består mest av vass, men det har utförts vassbekämpning där för att minska på vassen. Sjön är cirka 48 hektar stor.
Bakträsk är granne med Storträsk. Det är bara ett sund som skiljer dem åt. Däremot är Bakträsk inte lika populärt sommarstugeställe som Storträsk.

### Mossar
I Evitskog finns det flera mossar. 
Degermossen finns mitt i Evitskog och är ganska rundformad. Till Degermossen rinner ett par större diken. På den växer tallar. Mossen ligger cirka 1 kilometer från Gillermossen och 1,6 kilometer från Storklobben.
Gillermossen ligger inte långt ifrån Storklobben och Degermossen. På Gillermossen växer tallar precis som på Degermossen.  
Storklobben är en liten tvillingmosse till Gillermossen som ligger ca 200 meter från Gillermossen. På Storklobben växer också tallar.
Molnmossen ligger långt från de tre första mossarna. Mossen ligger 52,3 m över markytan. Till Molnmossen rinner flera åar och diken. Molnmossen ligger i Dorgarn som är ett område i Kyrkslätt där det finns mycket skog och mossar. På Molnmossen växer det tallar.
Grenmossen ligger lite söder om Molnmossen och en del av mossen ligger på den Kvarnbyiska sidan. På Grenmossen växer det liksom på de andra, tallar. I Grenmossen finns så kallade "fasta öar". I den norra delen av Grenmossen finns flera diken och åar, men i söder finns bara en enstaka å. Grenmossen är omgiven av låga berg.

### Berg
I Evitskog finns egentligen ganska mycket berg. Lista på de högsta, vissa namn är inofficiella.
| Namn | Höjd (m)         |      |
| ---- | ---------------- | ---- |
| 1    | Samlingsberget   | 77,5 |
| 2    | Fräkenviksberget | 75,9 |
| 3    | Bärnäsberget     | 74,7 |
| 4    | Bastkärrsberget  | 68,2 |
| 5    | Munkträsksberget | 67,0 |
| 5    | Dorgarberget     | 67,0 |
| 6    | Orrkärrsberget   | 65,0 |
| 7    | Korsbackaberg    | 60,8 |
| 8    | Granhyddan       | 59,8 |
| 9    | Gränsberget      | 57,4 |
| 10   | Grenmossberget   | 56,8 |
| 11   | Molnmossberget   | 56,3 |

## Kultur

### Revy
Evitskog är känt för sina revyer, som spelas på Övidsborg i centrala Evitskog.
Tidigare revyer

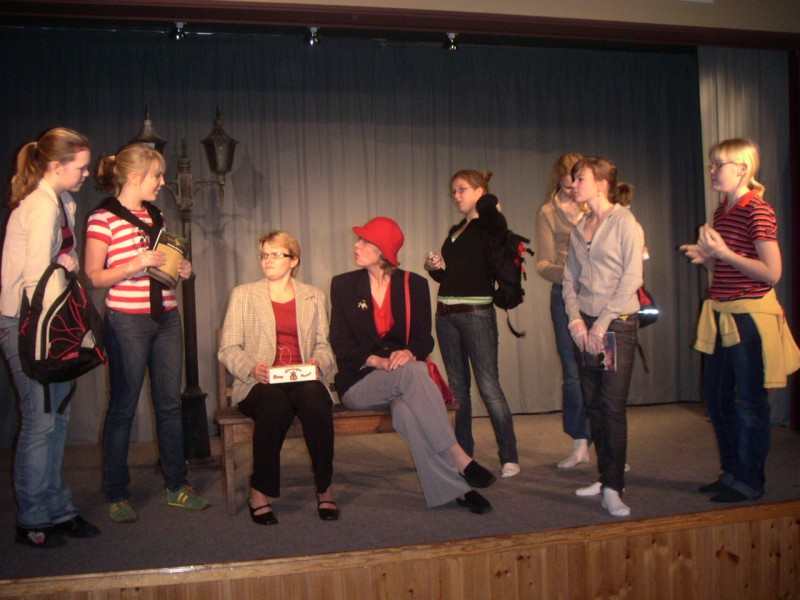
hjärnbrist på scen år 2007

- 1981 Evitskog för evit.       Manus och regi Kai "Cab" Brunila
- 1982 Evitskog i dur och skur. Manus och regi Kai Brunila
- 1983 Milda Västern.           Manus och regi Kai Brunila
- 1984 Evita Las Scogas.        Manus och regi Kai Brunila
- 1991 Finland Hurra!.          Manus Kai Brunila, regi Svante Martin
- 1992 Lamapaitun.              Manus Kai Brunila, regi Svante Martin
- 1993 Trubbel Bubbel.          Manus Kai Brunila, regi Börje Lampenius
- 1994 Hjälp!.                  Manus Kai Brunila, regi Börje Lampenius
- 2004 Blamamé.                 Manus Eimer Wasström, regi Heidi Nyman
- 2005 Svensktoppen.            Manus Ulf Westerholm, regi Svante Martin
- 2006 Grannbambuli.            Manus Ulf Westerholm, regi Svante Martin
- 2007 Hjärnbrist.              Manus Ulf Westerholm, regi Svante Martin
- 2008 Vilse i Digitalen.       Manus Ulf Westerholm, regi Svante Martin
- 2010 Tåntarnas julafton.      Manus Ulf Westerholm, regi Svante Martin
- 2011 Sista tangon för män.    Manus Ulf Westerholm, regi Svante Martin
- 2012 Iso jytky revyyy...n.    Manus Ulf Westerholm, regi Svante Martin
- 2013 Bara sex.                Manus Ulf Westerholm, regi Svante Martin
- 2014 Hårda tider.             Manus Ulf Westerholm, regi Svante Martin
- 2016  - Nästa revypremiär är i januari 2016.

Det finlandssvenska 1980-talsrockbandet Viktor Hurmio & Fetknopparnas kanske största "hit" handlade om Evitskog. Låten "Evitskog" inleds med raderna "I södern finns en trevlig by/där spelar mänskorna revy", för att senare konstatera att "vinterkvällar gör man barn/mycket mera än i stan". I vilken mån låttexten baserar sig på tillförlitlig statistik är dock oklart.

## Frivilliga brandkåren

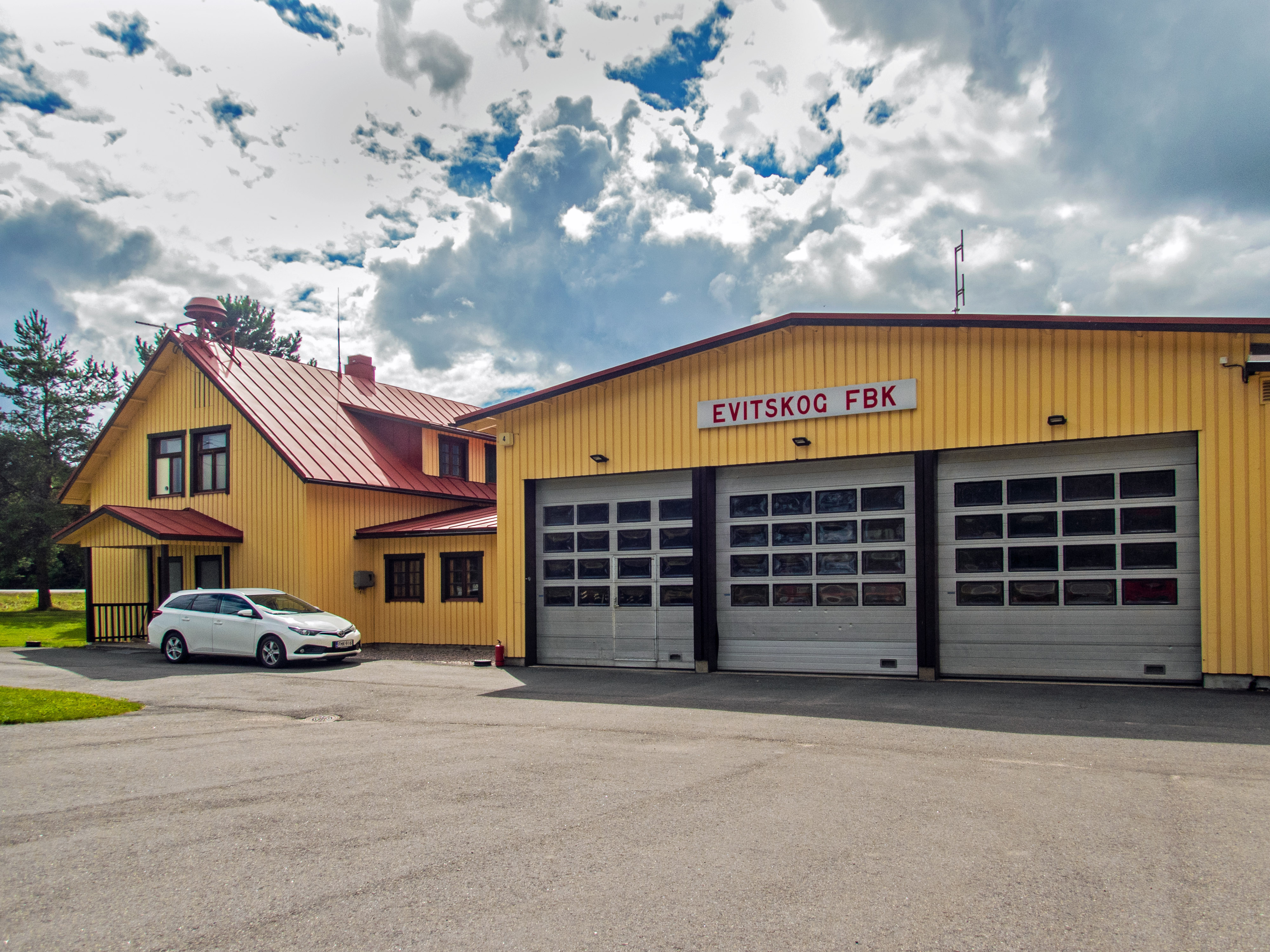
Evitskog FBK

Evitskog FBK grundades år 1931 och är den äldsta frivilliga brandkåren i Kyrkslätts kommun. Kårens brandstation ligger centralt belägen i Evitskog by. Nuvarande brandstationen blev klar år 1984 och inrymmer en gårdskarlsbostad, föreningslokal, bastu och garageutrymmen. Härtill har kåren en separat garagebyggnad samt en intill liggande övnings- och tävlingsplan. 
I garaget står 
- släckningsbilen LU361 av märke Scania årsmodell 2018
- manskapsbil Volkswagen Transporter årsmodell 2019
- Land Rover av årsmodell 1955
- Ford Transit årsmodell 1996

## Kommunikationer
Genom Evitskog går Evitskogsvägen, förbindelseväg 1130. Andra lite större vägar är Kylmälävägen och Björnkärrsvägen. Evitskog saknar järnvägsförbindelse.
Tågvägen Närmaste järnvägsstationerna finns i Kyrkslätt, Sjundeå, Masaby och Köklax.
Båtvägen Det går inte att komma direkt in i Evitskog med båt, men närmaste gästhamnen finns i Porkkala i södra Kyrkslätt.
Bilvägen Genom Evitskog går Evitskogvägen med nummer 1130. Andra lite större vägar är Kylmälävägen och Björnkärrsvägen.
Flygvägen Närmaste internationella flygplatsen är Helsingfors-Vanda flygplats i Vanda.